# Vụ tấn công xe Toronto 2018
| [Bản đồ tương tác toàn màn hình] |                                                               |
|                                  | Biểu đồ hiện đang tạm thời không khả dụng do vấn đề kĩ thuật. |

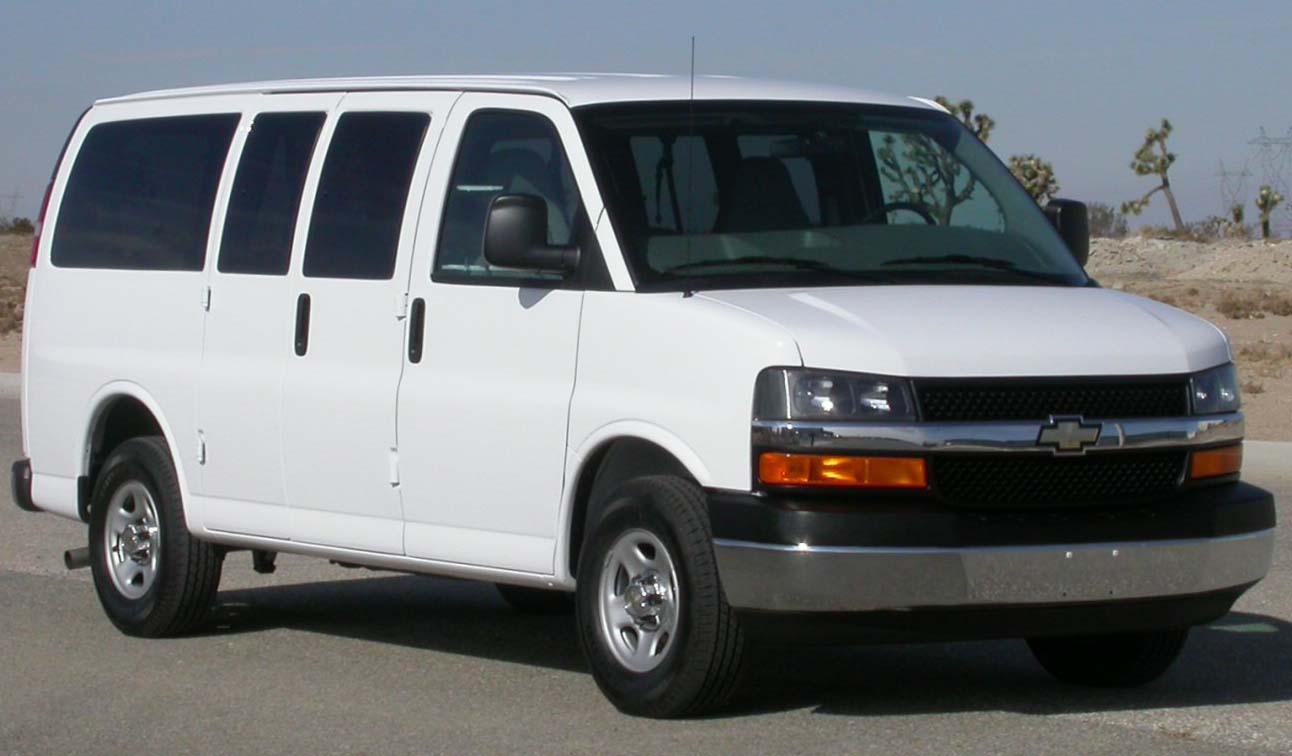
Một chiếc Chevrolet Express cùng kiểu với xe gây tai nạn

Vào ngày 23 tháng 4 năm 2018, một chiếc xe thuê Chevrolet Express đã đâm vào những người đi bộ ở North York City Centre ở North York, Toronto, Ontario, Canada, giết chết 10 người và làm bị thương 15 người khác. Người lái chiếc xe tải, Alek Minassian, 25 tuổi, đã bị bắt giữ 26 phút sau đó.
Cuộc tấn công là hành động gây chết nhiều người thứ ba của một thủ phạm trong lịch sử Canada, sau vụ thảm sát École Polytechnique  tháng 12 năm 1989, và một cuộc tấn công bằng phóng hỏa năm 1969 tại một ngôi nhà nghỉ hưu đã giết chết 44 người.

## Diễn biến
Vụ việc xảy ra vào khoảng 1:30 chiều (EDT). Chiếc xe tải, thuê từ Ryder, chạy về về phía nam một cách bất thường trên Phố Yonge từ Đại lộ Finch, vượt đèn đỏ và lao lên vỉa hè, nhắm vào người đi bộ.
Khoảng 26 phút sau, cảnh sát bao vây chiếc xe bị hư hỏng đã dừng lại khoảng 2,3 km (1,4 dặm) về phía nam của địa điểm tấn công, trên vỉa hè trên Phố Yonge với người lái bị nghi ngờ đứng gần đó. Nghi phạm đã bị bắt sau một thời gian vây ráp ngắn; các nhân chứng cho vụ bắt giữ cho biết anh ta đã kêu gọi cảnh sát giết anh ta. Lúc 8:15 pm EDT, Sở Cảnh sát Toronto công bố, 10 người đã chết và 15 người bị thương. Họ đã phong tỏa nhiều dãy phố dọc theo Phố Yonge.